# Georg Curtius
Georg Curtius (Lubecca, 16 aprile 1820 – Hermsdorft, 12 agosto 1885) è stato un glottologo e filologo tedesco.

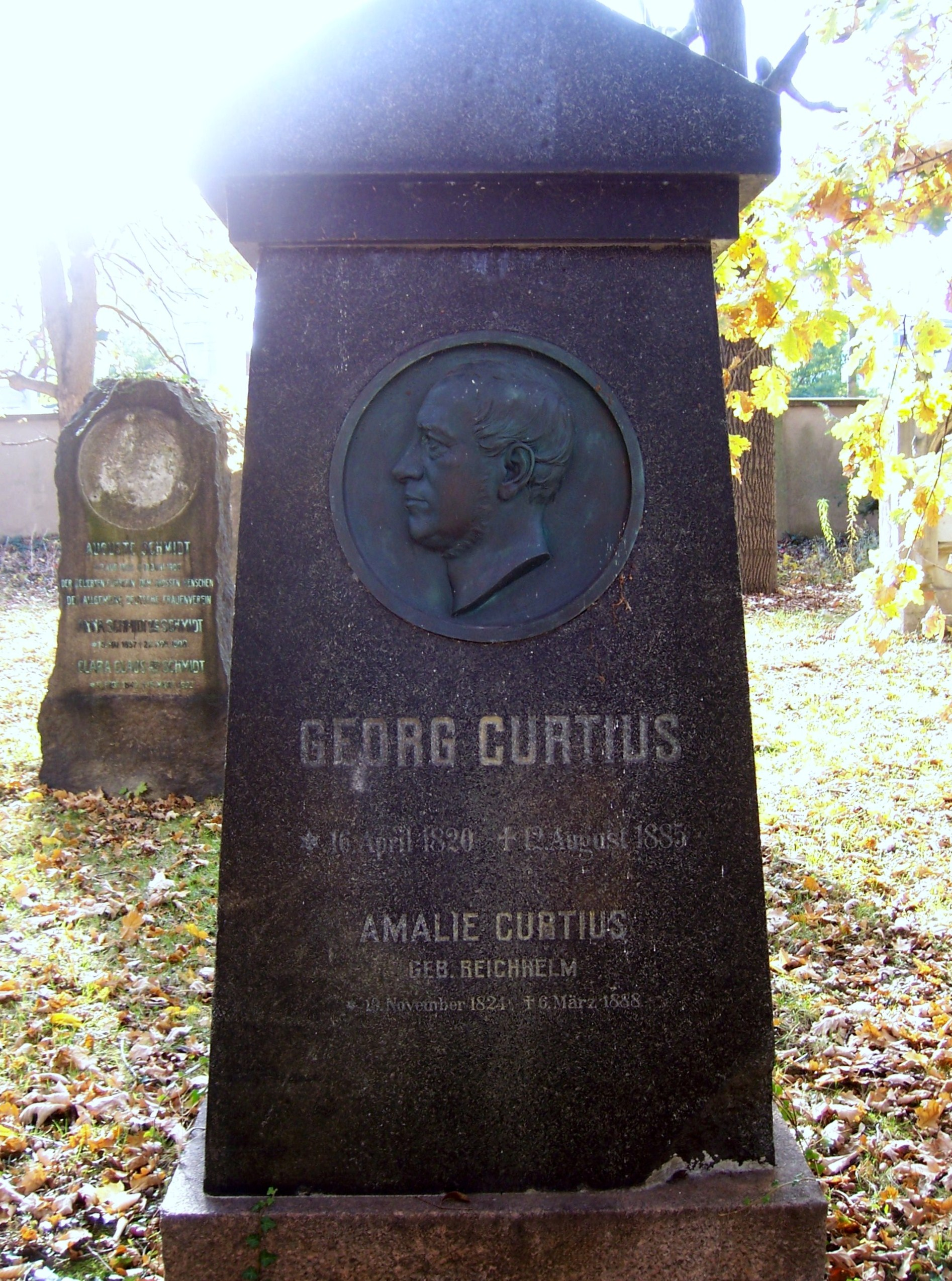
Tomba di Curtius

Era fratello minore dello storico e archeologo Ernst Curtius (1814-1896).
Studiò alle università di Bonn e di Berlino. Qui, nel 1846, ottenne la libera docenza. Insegnò a Praga tra il 1849 e il 1854, poi a Kiel tra il 1854 e il 1862, e infine a Lipsia dal 1862 fino alla morte.
Si occupò brevemente di politica (1848), ma per il resto consacrò la sua vita agli studi e all'insegnamento.
I primi lavori (De nominum graecorum formatione linguarum cognatarum ratione habita, Berlino, 1842; Die Sprachvergleichung in ihrem Verhältniss zur classischen Philologie, Dresda, 1845; seconda edizione: Berlino, 1848; Die Bildung der Tempora und Modi im Griechischen und Lateinischen sprachvergleichend dargestellt, Berlino, 1846) già tracciarono la direzione delle sue future analisi, consistenti nello studio delle lingue classiche operato attraverso la comparazione con le altre lingue indoeuropee e con l'integrazione dell'indagine glottologica con quella filologica.
Ottenne notorietà con l'opera Griechische Schulgrammatik (Praga, 1852), che nel 1902 giunse alla ventitreesima edizione. La prima delle molte traduzioni fu quella verso l'italiano, a cura di Emilio Teza (Vienna, 1855), ma poi in Italia si diffuse piuttosto la versione di Giuseppe Müller (Grammatica della lingua greca, Torino, 1874; la sedicesima edizione  del 1910 fu riveduta da Angelo Taccone). Per gli insegnanti Curtius pubblicò dei chiarimenti all'opera (Erläuterungen zu meiner Schulgrammatik, Praga, 1863; terza edizione: 1875), tradotti in italiano da F. G. Fumi (Napoli, 1868) e da Giuseppe Müller (Torino, 1868).
Assai importanti sono poi i Grundzüge der griechischen Etymologie (Lipsia, 1858-1862; seconda edizione: 1879). In quest'opera, che molto deve ai suoi predecessori, Curtius cercò di connettere il lessico greco antico con quello delle altre lingue indoeuropee.
Pubblicò poi la monografia Zur Chronologie der indogermanischen Sprachforschung (Lipsia, 1867; seconda edizione: 1873), dedicata alla struttura grammaticale indoeuropea.
Importante quanto i Grundzüge è l'opera Das Verbum der griechischen Sprache (Lipsia, 1873-76; seconda edizione: 1877-80).
Poco prima di morire, diede alle stampe il volumetto Zur Kritik der neuesten Sprachforschung (Lipsia, 1885), in cui criticava gli orientamenti della Scuola di Lipsia.
Le Kleine Schriften (in due volumi; Lipsia, 1886) furono edite postume da Ernst Windisch, allievo di Curtius.